# Гімназія № 1 (Керч)
Керченська гімназія №1 — середній навчальний заклад (загальноосвітня школа) у місті Керч АР Крим. Повна назва — Керченський навчально-виховний комплекс-загальноосвітня школа першого ступеню гімназія №1.
1 вересня 1973 року було відкрито середню загальноосвітню школу №20 ім. П.Л.Войкова з поглибленим вивченням англійської мови.
29 січня 1991 року на колегії Міністерства освіти Автономної республіки Крим школі було присвоєно статус гімназії №1.

## Структура гімназії
Характерною особливістю школи нового типу є профілювання, яке починається з 8-го класу. Традиційними профілями для гімназії є фізико-математичний, гуманітарний та мовний.
Комплектування таких класів здійснюється на конкурсній основі за результатами навчальних досягнень та особистої зацікавленості учнів.
Структурними підрозділами, що забезпечують науково-методичну роботу є предметні катедри:
- словесності (української та російської);
- природничих наук;
- суспільних наук;
- іноземних мов;
- фізико-математична;
- початкових класів;
- фізичного виховання та трудового навчання;
- виховної роботи.

## Учнівське життя
У гімназії дії орган дитячого самоврядування - Республіка ШКОД - шкільна організація дітей. Головний виконавчий орган ШКОД - Кабінет міністрів, законодавчу функцію забезпечують учнівські збори. В основі діяльності організації лежать "Статут республіки ШКОД" та "Кодекс гімназиста".
ШКОД має свій вебсайт в Інтернеті, розміщений на безоплатному хостингу. Сайт є результатом спільної роботи учнів та вчителів. На сторінках сайту можна знайти інформацію про самовправство, республіку ШКОД, фотогалерею, завантажити номери шкільної газети "Шкодная Правда".
Восени 2009 року, під час епідемії свинячого грипу, коли всі навчальні заклади в Україні було зачинено на тритижневий карантин, гімназія №1 вперше впровадила дистанційне навчання.
Останні 9 років перша гімназія лідирує за кількістю призерів у шкільних олімпіадах міста. 70% учнів займаються у гуртках та секціях позашкільного виховання. У школі створено театр пісні "Карнавал", який регулярно стає лауреатом республіканського конкурсу "Живі джерела".
Жити, а не виживати, за умов сучасного фінансування закладів освіти державою, гімназії допомагає ВАТ Керченський металургійний комбінат ім. П.Л. Войкова.

## Відомі випускники
- Сергій Кемський - герой Небесної сотні.[4][5]